# چروکیده‌ها
چروکیده‌ها (اسپانیایی: Arrugas‎) یک پویانمایی بزرگسالان کمدی-درام اسپانیایی است که بر پایهٔ کتاب‌های مصوری به همین نام اثر پاکو روکا ساخته و در سال ۲۰۱۱ منتشر شد. داستان در یک خانه سالمندان می‌گذرد و حول دوستی دو مرد مسن می‌گذرد که یکی از آنها در مراحل اولیه بیماری آلزایمر است. این فیلم برندهٔ جایزه آنی بهترین فیلم پویانمایی و جایزه گویا برای بهترین فیلم‌نامه اقتباسی شد. ۷۵ درصد از کار ساخت انیمیشن در اسپانیا انجام شده است و بقیه کارها در فیلیپین انجام شد.